# MS Rusałka
MS Rusałka (ex Margitka) – statek wycieczkowy pływający od 1971 roku po jeziorze Gopło. Zbudowany na Węgrzech hydrobus typu 301 dla Szczecina, gdzie służył w latach 1960–1970, najpierw jako tramwaj wodny MPK, a następnie wycieczkowiec Żeglugi Szczecińskiej.

## Historia i służba
Tramwaj wodny typu 301 został zbudowany w stoczni Dunai Hajógyár (numer stoczniowy 33) w Vác i zwodowany w 1960 roku. Przewieziony na specjalnej naczepie przez Czechosłowację, 7 maja dotarł do Gliwic i został spuszczony na wodę na Kanale Gliwickim, skąd popłynął Odrą do Szczecina. Przejazd jednostki zarejestrowała Polska Kronika Filmowa.
W lipcu 1960 rozpoczął służbę na trasie: Dworzec Główny – Kapitanat portu – Stocznia Remontowa, w weekendy odbywając rejsy wycieczkowe. Jako tramwaj wodny Miejskiego Przedsiębiorstwa Komunikacyjnego w Szczecinie pod nazwą „Margitka” służył do 1963 roku, kiedy to przejęła go Żegluga Szczecińska, pod której banderą pływał do 1970 r. W 1971 r. „Margitkę” zakupiły władze miasta Kruszwica i tamtejszy oddział PTTK. Po remoncie i przemianowaniu na „Rusałka” statek rozpoczął rejsy wycieczkowe po jeziorze Gopło.

## Konstrukcja
Jednostka o długości całkowitej 26,64 m (25 m na linii wodnej), szerokości 5,32 m i zanurzeniu 1,16 m. W pełni spawany kadłub wykonano ze stopu aluminiowo-magnezowego AIMG-3, z blach o grubości 8 mm dla poszycia i 6 mm dla pokładu i nadbudówki. Wręgi (ponumerowane od 1 do 51) rozmieszczono co 0,5 m. Masa własna jednostki wynosiła 15 463 kg, a wyporność – 29,87 tony.
Oszkloną nadbudówkę podzielono na trzy części. W przedniej znajdowały się ławki (50 miejsc siedzących) i 8 miejsc stojących dla pasażerów oraz (na samym dziobie) pomieszczenie z dwiema kojami dla marynarzy. Centralna część nadbudówki była podniesiona: w górnej części znajdowała się sterówka, a pod nią maszynownia; przed nią umieszczono kabinę dla mechanika i kapitana, a za nią schody. Oprócz tego, w środkowej części były też toalety i schowek. Tylną część nadbudówki zajmowała druga kabina pasażerska z ławkami dla 68 pasażerów i umieszczony po lewej burcie bufet. Razem z 20 miejscami w korytarzach, statek mógł maksymalnie przewozić 150 osób. Załoga składała się z kapitana, mechanika, marynarza i starszego marynarza.
Nadbudówka pomalowana była na kolor kremowy, pokład – popielaty, podwodna część kadłuba na ciemnozielono; napisy w kolorze czarnym. W czasie służby w Szczecinie jednostka nosiła na dziobie namalowany herb miasta. W 1962 statek pomalowany był w barwy niebiesko-popielate, co nie przypadło szczecinianom do gustu.
Statek napędzały dwa silniki samochodowe Csepel HD-613, rzędowe, sześciocylindrowe, o mocy 85 KM każdy, napędzające osobnymi wałami dwie czterołopatowe śruby o wąskich łopatkach i średnicy 0,85 m; maksymalne obroty silników wynosiły 1800 obr./min (śrub 621 obr./min), co nadawało statkowi prędkość 20 km/h. Średnie zużycie paliwa wynosiło ok. 80 l/godz., a jednostka zabierała zapas dwóch ton. Silniki można było wymontować z kadłuba do remontu przez odpowiednie klapy w pokładzie i nadbudówce.
Wyposażenie nawigacyjne składało się ze świateł nawigacyjnych, syreny, buczka mgłowego i dzwonu okrętowego. W skład wyposażenia ratunkowego wchodziło dziewięć dziesięcioosobowych, aluminiowych tratew ratowniczych i siedem kół ratunkowych.

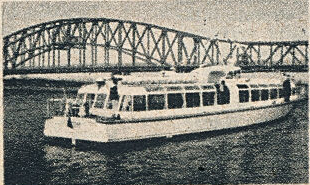
„Margitka” w 1960 roku
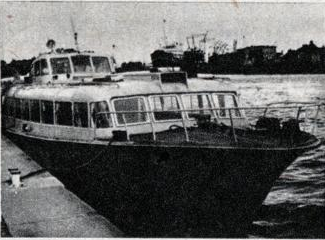
„Margitka” w czasie służby w Żegludze Szczecińskiej
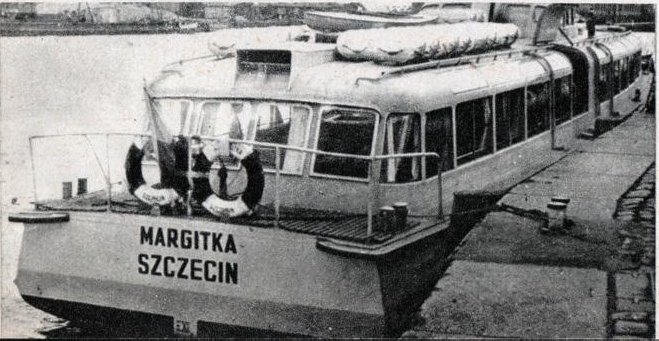
Widok od rufy (1968 rok)